# Molodjozjnaja
Molodjozjnaja (Russisch: Молодёжная) is een station aan de Arbatsko-Pokrovskaja-lijn van de Moskouse metro. Het station is in 1965 als westelijk eindpunt van lijn 4 geopend. Destijds was het bedoeld als definitief eindpunt aan de westkant nog net binnen de ringweg tevens gemeentegrens. In 1989 is lijn 4 nog met één station naar het noorden verlengd. Sinds 7 januari 2008 is het station onderdeel van lijn 3. Het station is gebouwd in de, voor de jaren 60 en 70 typerende, badkamerstijl.  

## Galerij

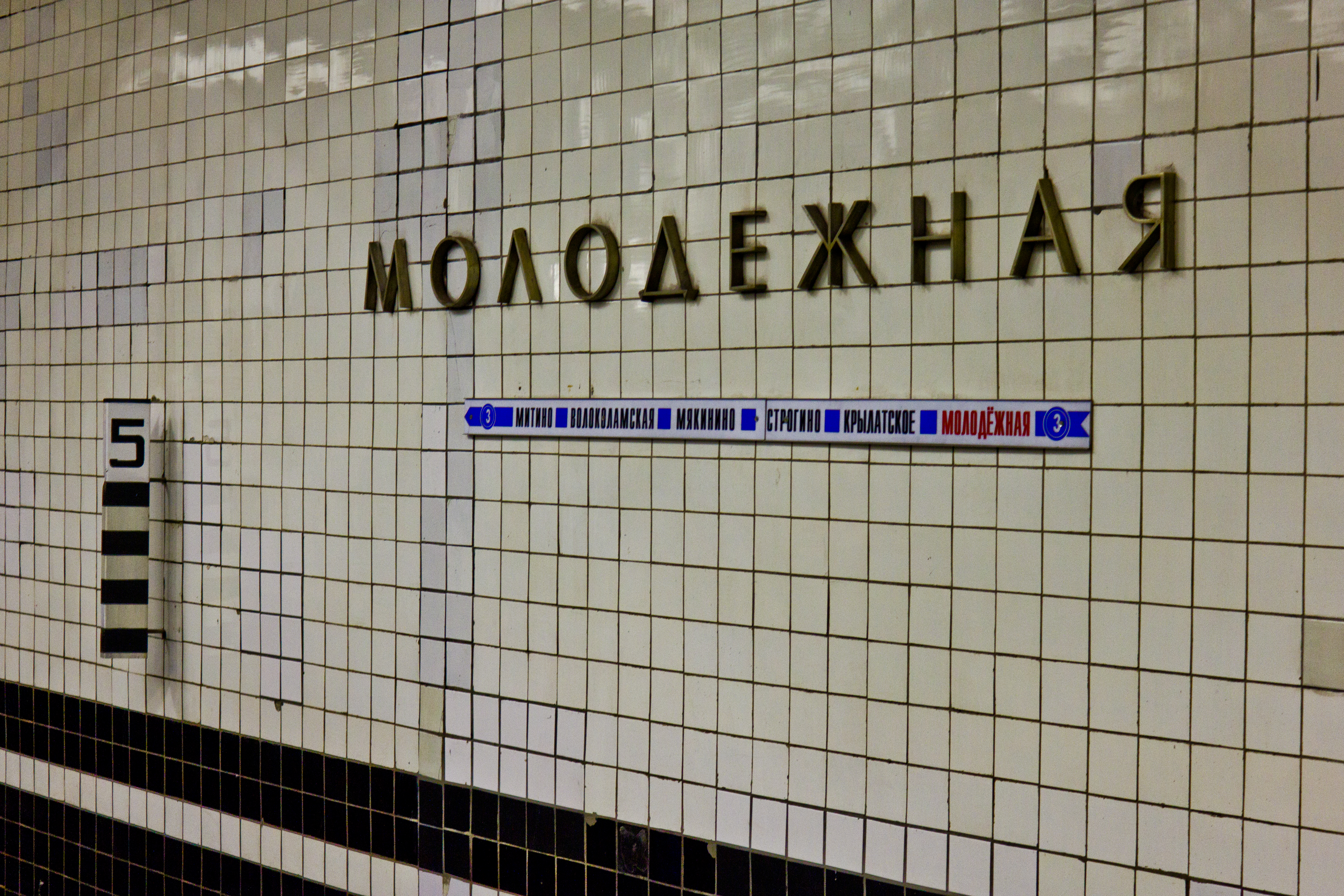
De stationsnaam en de route naar het noorden op de tunnelwand